# Lada (Slovacchia)
Lada (in ungherese Láda) è un comune della Slovacchia facente parte del distretto di Prešov, nella regione omonima.